# ربع (صفحه هندسی)

چهار ربعِ دستگاه مختصات دکارتی

محورهای یک دستگاه دکارتی دو-بعدی صفحه را به چهار ناحیه بی‌نهایت تقسیم می‌کنند که رُبع نامیده می‌شوند و هر کدام با دو نیم محور محدود می‌شوند.
اینها اغلب از ۱ تا ۴ شماره گذاری می‌شوند و با اعداد رومی مشخص می‌شوند: (جایی که علامت‌های (x ; y) مختصات I (+ ؛ +)، II (- ؛ +)، III (- ؛ -)، و IV (+ ؛ -) هستند. وقتی محورها طبق عرف ریاضی ترسیم می‌شوند، شماره‌گذاری پادساعت‌گرد از ربع بالای راست («شمال شرقی») شروع می‌شود.

## حفظی

علامت‌های توابع مثلثاتی در هر ربع